# Notophthalmus
Notophthalmus – rodzaj płazów ogoniastych z podrodziny Pleurodelinae w rodzinie salamandrowatych (Salamandridae).

## Zasięg występowania
Rodzaj obejmuje gatunki występujące we wschodniej Ameryce Północnej na południe przez wschodni Teksas (Stany Zjednoczone) do północnego Veracruz, wschodniego San Luis Potosí i Puebla w Meksyku.

## Systematyka

### Etymologia
- Notophthalmus: gr. νωτον nōton „tył”[9]; οφθαλμος ophthalmos „oko”[10].
- Diemictylus: gr. δις dis „dwa razy, podwójnie”, od δυο duo „dwa”; ἡμι- hēmi- „pół-”, od ἡμισυς hēmisus „połowa”; δακτυλος daktulos „palec”[11]. Gatunek typowy: Triturus (Diemictylus) viridescens Rafinesque, 1820.
- Tristella: autor nie wyjaśnił etymologii[4]. Gatunek typowy: Salamandra symmetrica Harlan, 1825 (= Triturus (Diemictylus) viridescens Rafinesque, 1820).
- Rafinus: Constantine Samuel Rafinesque (1783–1840), amerykański podróżnik, przyrodnik i polihistor[7]. Gatunek typowy: Diemyctylus miniatus meridionalis Cope, 1880.

### Podział systematyczny
Do rodzaju należą następujące gatunki:
- Notophthalmus meridionalis (Cope, 1880)
- Notophthalmus perstriatus (Bishop, 1941)
- Notophthalmus viridescens (Rafinesque, 1820) – atlantotryton zielonawy[12]